# Modillón

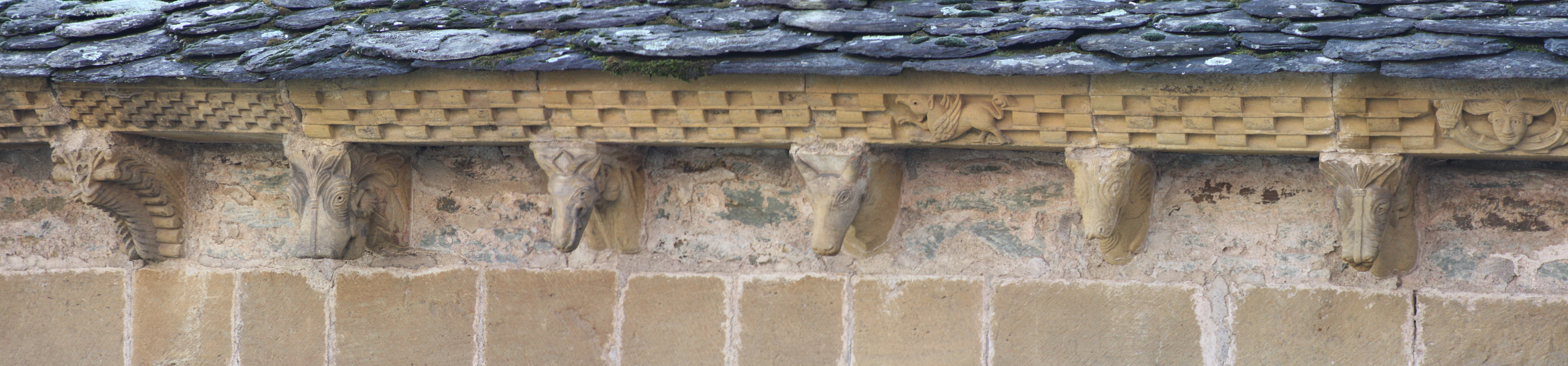
Modillones del ábside en forma de cabezas soportan bovedillas decoradas con frisos y criaturas fantásticas.

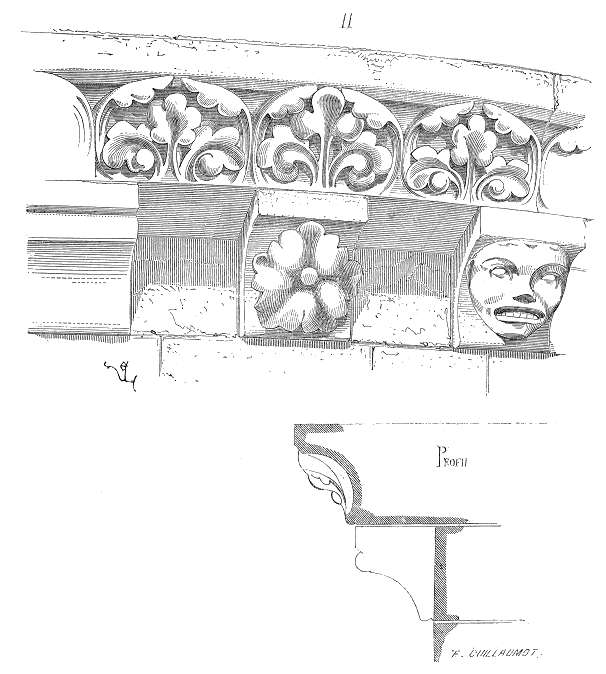
Canecillos (modillones) en la catedral de Notre Dame.

Se denomina modillón, palabra proveniente del italiano modiglione (repisa), en arquitectura clásica, a la parte de la cornisa en el orden jónico y en el compuesto que le sirve de adorno, pareciendo que la sostiene. Tiene por lo regular la forma de una S muy curva y vuelta del revés. 
La arquitectura románica alteró la forma del antiguo modillón para someterle a gran variedad de formas y revestirlo de una riqueza que hacen de él uno de los elementos más importantes de las iglesias de los siglos XI y XII. El modillón fue abandonado al llegar el estilo gótico.

## El modillón mozárabe
En el arte mozárabe, el modillón tiene un papel característico. Aunque, según Leopoldo Torres Balbás tiene una clara influencia cordobesa, las características del modillón en la arquitectura mozárabe son tan propias, que puede decirse que existe un tipo de modillón mozárabe. Todas las iglesias mozárabes tienen modillones, incluidas las que presentan cubiertas de madera.
Los modillones mozárabes son de piedra, de forma alargada y con un gran vuelo fuera del muro, de forma lobular. Suelen estar formados por "boquetones tangentes y escalonados señalando un profil de lóbulos dentro de otro mayor de nacela". La decoración interior suele ser de ruedas helicoidales y rosetas, elementos bastante usuales en el arte visigodo, aunque muy raros en el arte emiral y califal.